# Lista de redes de restaurantes no Brasil
Lista com as principais redes de restaurantes em atuação no Brasil.

## Lista
| Nome         | Origem             | Categoria   | Fundação | Unidades | Ref.          |
| ------------ | ------------------ | ----------- | -------- | -------- | ------------- |
| Bob's        | Rio de Janeiro     | Fast food   | 1952     | 787      | [ 1 ]         |
| Burger King  | Miami              | Fast food   | 2004*    | 904      | [ 2 ] [ 3 ]   |
| Coco Bambu   | Fortaleza          | fast casual | 1989     | 71       | [ 4 ]         |
| China in Box | São Paulo          | Fast food   | 1992     | 143      | [ 5 ]         |
| Divino Fogão | São Paulo          | fast casual | 1984     | 200      | [ 6 ]         |
| Giraffas     | Brasília           | Fast food   | 1981     | 400      | [ 7 ]         |
| Habib's      | São Paulo          | Fast food   | 1988     | 421      | [ 8 ]         |
| KFC          | North Corbin       | Fast food   | ~1970*   | 133      | [ 9 ]         |
| Outback      | Flórida            | fast casual | 1988     | 139      |               |
| Koni Store   | Rio de Janeiro     | Fast food   | 2006     | 80       |               |
| McDonald's   | San Bernardino     | Fast food   | 1979*    | 1052     | [ 10 ]        |
| Pizza Hut    | Wichita            | Fast food   | 1989*    | 230      | [ 11 ]        |
| Popeyes      | Arabi              | Fast food   | 2018*    | 52       | [ 3 ]         |
| Ragazzo      | São Caetano do Sul | Fast food   | 1991     | 250      | [ 12 ]        |
| Rei do Mate  | São Paulo          | Bistrô      | 1978     | 340      | [ 13 ]        |
| Spoleto      | Rio de Janeiro     | fast casual | 1999     | +350     | [ 14 ]        |
| Subway       | Milford            | Fast food   | 1993*    | ~1600    | [ 15 ] [ 16 ] |
| Sukiya       | Yokohama           | Fast food   | 2010*    | 28       | [ 17 ] [ 18 ] |
| Taco Bell    | Downey             | Fast food   | 2016*    | 30       | [ 19 ] [ 20 ] |

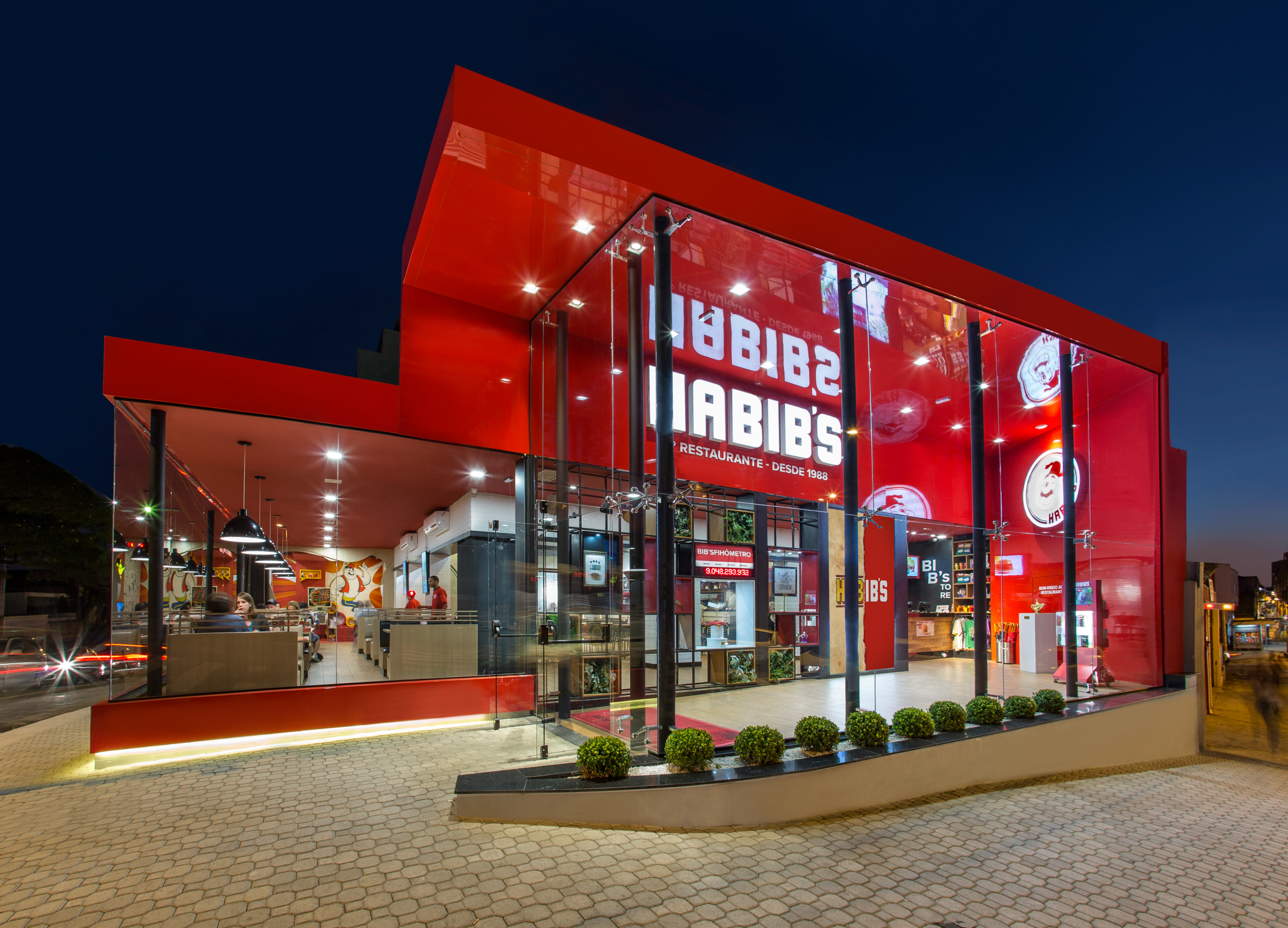
Primeira loja do Habib's em São Paulo.

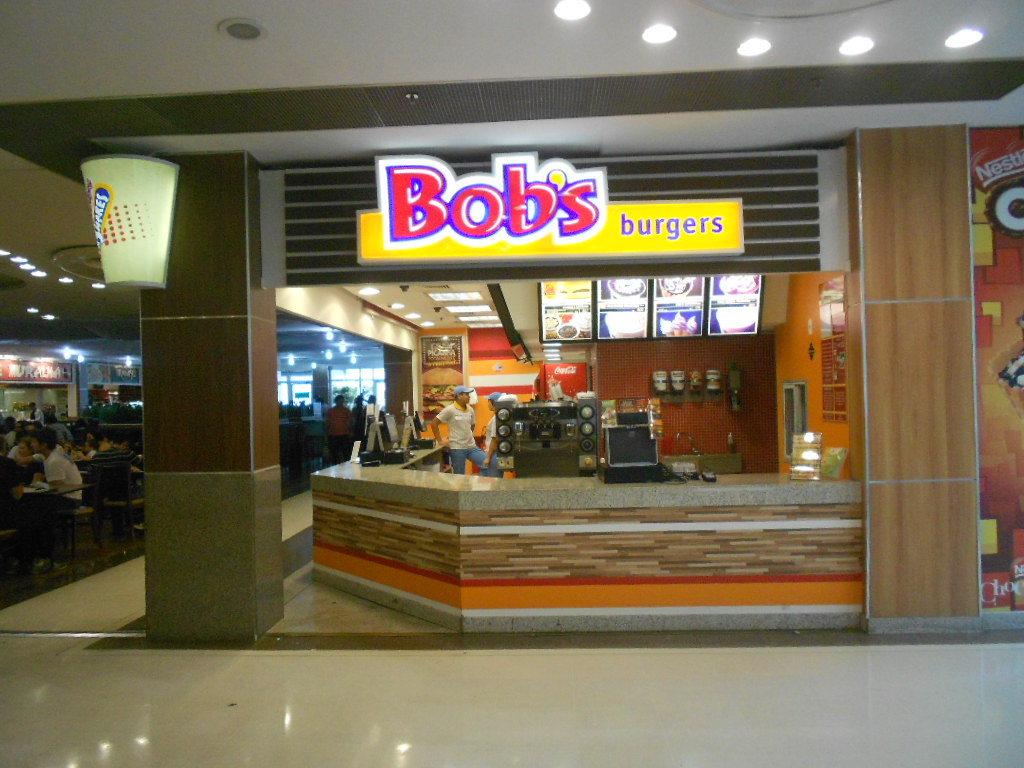
Bob's no Rio de Janeiro.

O * quer dizer: Quando chegou ao Brasil.